# Swertia teres
Swertia teres är en gentianaväxtart som först beskrevs av George Don jr, och fick sitt nu gällande namn av J. Shah. Swertia teres ingår i släktet Swertia och familjen gentianaväxter. Inga underarter finns listade i Catalogue of Life.